# Proof - La prova
Proof - La prova (Proof) è un film del 2005 diretto da John Madden e ispirato all'omonima opera teatrale di David Auburn, interpretata anche dalla Paltrow, che ne riprende il ruolo di protagonista.

## Trama
Chicago: Catherine è la figlia di Robert, un noto matematico che ha postulato alcune delle più innovative teorie di campo. Professore all'università, ha in seguito avuto diversi problemi psichici ed è stato accudito da Catherine negli ultimi anni della sua vita. Dal padre la figlia ha ereditato la genialità matematica, e, quando questi muore, anche lei comincia a dubitare della propria salute mentale entrando in un periodo di confusione, abbandonando gli studi universitari e chiudendosi in sé stessa.
Claire, la sorella maggiore, si presenta allora nell'Illinois per le esequie paterne con l'intento di portare Catherine a New York, per farla vedere da un analista. La situazione si aggrava quando la ragazza mostra ad Hal, ex-studente del padre e unico che si era mostrato in grado di capirla, un quaderno con una geniale dimostrazione di un teorema sui numeri primi che lei rivendica come propria, ma non viene creduta e la scoperta viene attribuita al padre.
Il finale tuttavia è lieto: il giovane scopre, attraverso un esame attento del postulato compiuto assieme a docenti universitari, come lo studio avesse previsto la conoscenza di metodi all'avanguardia che il padre, ormai instabile negli ultimi anni, non poteva conoscere. Claire è comunque decisa a portare via la sorella. Venduta la casa paterna, prendono la via dell'aeroporto. Qui però Catherine, convintasi del proprio valore e della possibilità di riprendere i propri studi, fugge ritrovando al campus universitario Hal, che insieme a lei si mette ad analizzare la ricerca matematica in una scena che lascia presagire come la ragazza riprenderà in mano la propria vita.